# The Weary Kind
The Weary Kind es una canción del año 2009 escrita por los compositores estadounidenses Ryan Bingham y T-Bone Burnett para la película Crazy Heart, ganadora del premio Óscar a la mejor canción original de dicho año.

## Descripción
La canción fue lanzada al mercado en 2009 por la compañía discográfica New West Records. Está clasificada como de género country y pop, con una duración de 4 min 18 s.
La versión oficial del álbum de banda sonora de la película está cantada por Ryan Bingham. Jeff Bridges cantó una versión en vivo durante una entrevista con la cadena de televisión ABC News Now, canción que fue más tarde incluida en último lugar en el álbum de Bingham Junky Star (2010).

## Letra
Your heart's on the loose
 You rolled them sevens with nothing to lose
 And this ain't no place for the weary kind
You called all your shots
 Shooting eight ball at the corner truck stop
 Somehow this don't feel like home anymore
And this ain't no place for the weary kind
 And this ain't no place to lose your mind
 This ain't no place to fall behind
 Pick up your crazy heart and give it one more try
Your body aches
 Playing your guitar, sweating out the hate
 The days and the nights all feel the same
Whiskey has been a thorn in your side
 It doesn't forget
 The highway that calls for your heart inside
And this ain't no place for the weary kind
 This ain't no place to lose your mind
 This ain't no place to fall behind
 Pick up your crazy heart and give it one more try
Your lovers won't kiss
 It's too damn far from your fingertips
 You are the man that ruined her world
Your heart's on the loose
 You rolled them sevens with nothing to lose
 This ain't no place for the weary kind.